# Teste bicaudal

Representação da região crítica do teste bicaudal em amarelo de uma distribuição normal

Em teste de hipóteses, um teste bicaudal é uma maneira de computar significância estatística de um parâmetro inferido de um conjunto de dados. O teste bicaudal é usado se os desvios do parâmetro estimado em qualquer direção de algum valor de referência são considerados teoricamente possíveis; em contraste, um teste unicaudal é usado somente se os desvios em uma direção são considerados possíveis. Observações em porções extremas (região de rejeição) do teste bicaudal, composta de duas partes disjuntas, levam a rejeição da hipótese nula.